# (6375) Fredharris
(6375) Fredharris es un asteroide que forma parte del cinturón de asteroides y fue descubierto por el equipo del Centro de Investigaciones en Geodinámica y Astrometría desde el Sitio de observación de Calern, en Caussols, Francia, el 1 de octubre de 1986.

## Designación y nombre
Designado inicialmente como 1986 EZ. Fue nombrado en honor a Frederick Harlan Harris, gurú de los CCD. Harris trabajó en Caltech para el Observatorio Palomar durante muchos años antes de trasladarse al Observatorio Naval de EE. UU., donde participa en el Sloan Digital Sky Survey. Harris es un buen amigo del astrónomo de Caussols, Alain Maury, y su paciente ayuda ha sido fundamental en el desarrollo de las cámaras CCD para el telescopio Schmidt con el que se descubrió este planeta menor.

## Características orbitales
(6375) Fredharris está situado a una distancia media de 3,173 ua del Sol, pudiendo acercarse hasta 2,655 ua y alejarse hasta 3,691 ua. Tiene una excentricidad de 0,163 y una inclinación orbital de 1,597 grados. Emplea en completar una órbita alrededor del Sol 2064,44 días.
Los próximos acercamientos a la órbita de Júpiter ocurrirán el 6 de junio de 2051, el 10 de abril de 2062 y el 17 de febrero de 2073.
Pertenece a la familia de asteroides de (24) Themis.

## Características físicas
La magnitud absoluta de (6375) Fredharris es 12,95. Tiene 14,519 km de diámetro y su albedo se estima en 0,076.